# Келбра (Кифхојсер)
Келбра (њем. Kelbra) град је у њемачкој савезној држави Саксонија-Анхалт. Једно је од 22 општинска средишта округа Мансфелд-Сидхарц. Према процјени из 2010. у граду је живјело 3.761 становника. Посједује регионалну шифру (AGS) 15087250.

## Географски и демографски подаци
Келбра се налази у савезној држави Саксонија-Анхалт у округу Мансфелд-Сидхарц. Град се налази на надморској висини од 157 метара. Површина општине износи 40,6 km². У самом граду је, према процјени из 2010. године, живјело 3.761 становника. Просјечна густина становништва износи 93 становника/km².

## Међународна сарадња
| Мјесто           | Држава               | Врста сарадње | Од    |
| ---------------- | -------------------- | ------------- | ----- |
| Фремптон Котерел | Уједињено Краљевство | пријатељство  | 2000. |
| Извор            |                      |               |       |